# Crataegus succulenta
Crataegus succulenta är en rosväxtart som beskrevs av Heinrich Adolph Schrader och Heinrich Friedrich Link. Crataegus succulenta ingår i Hagtornssläktet som ingår i familjen rosväxter. Inga underarter finns listade i Catalogue of Life.

## Bildgalleri

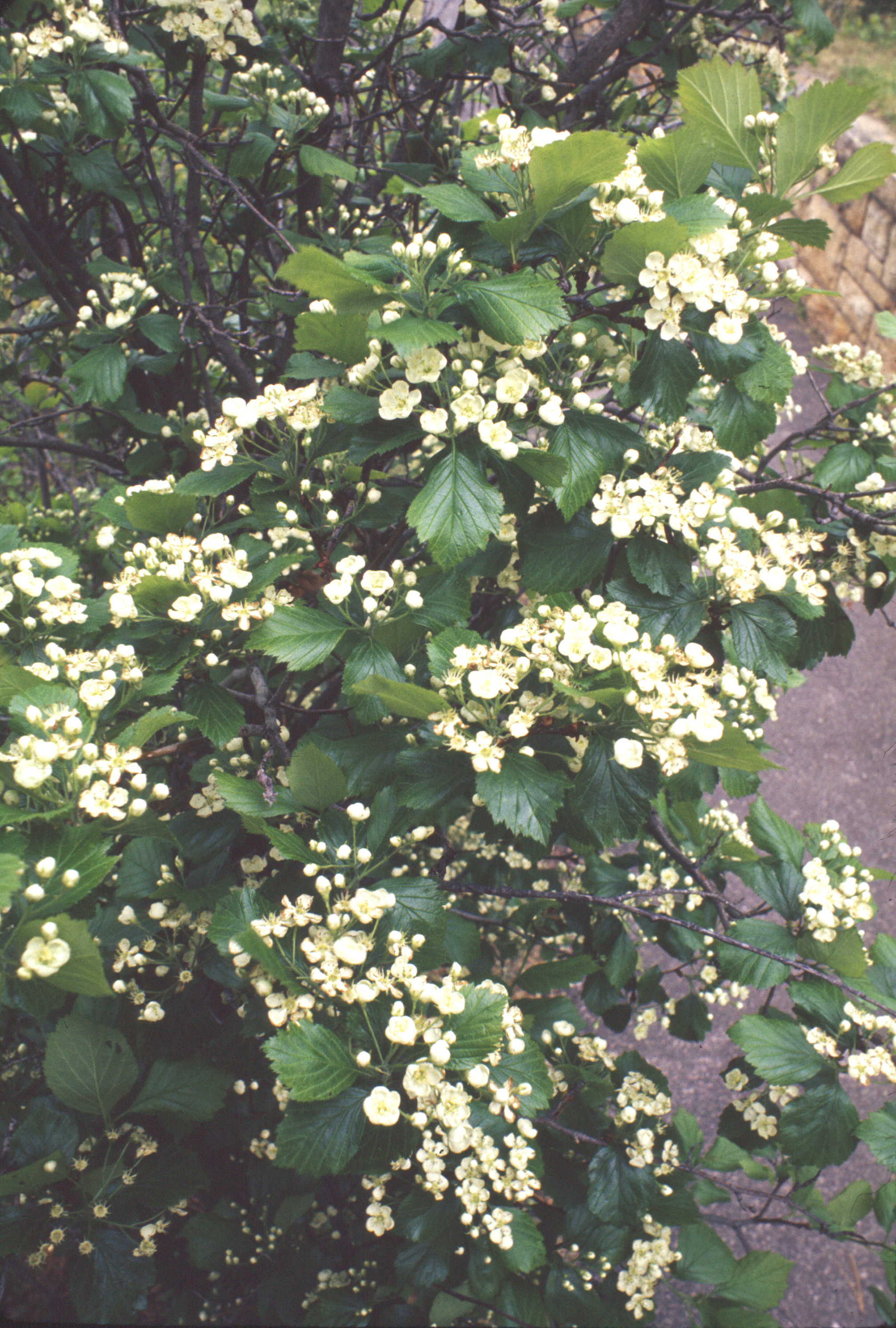
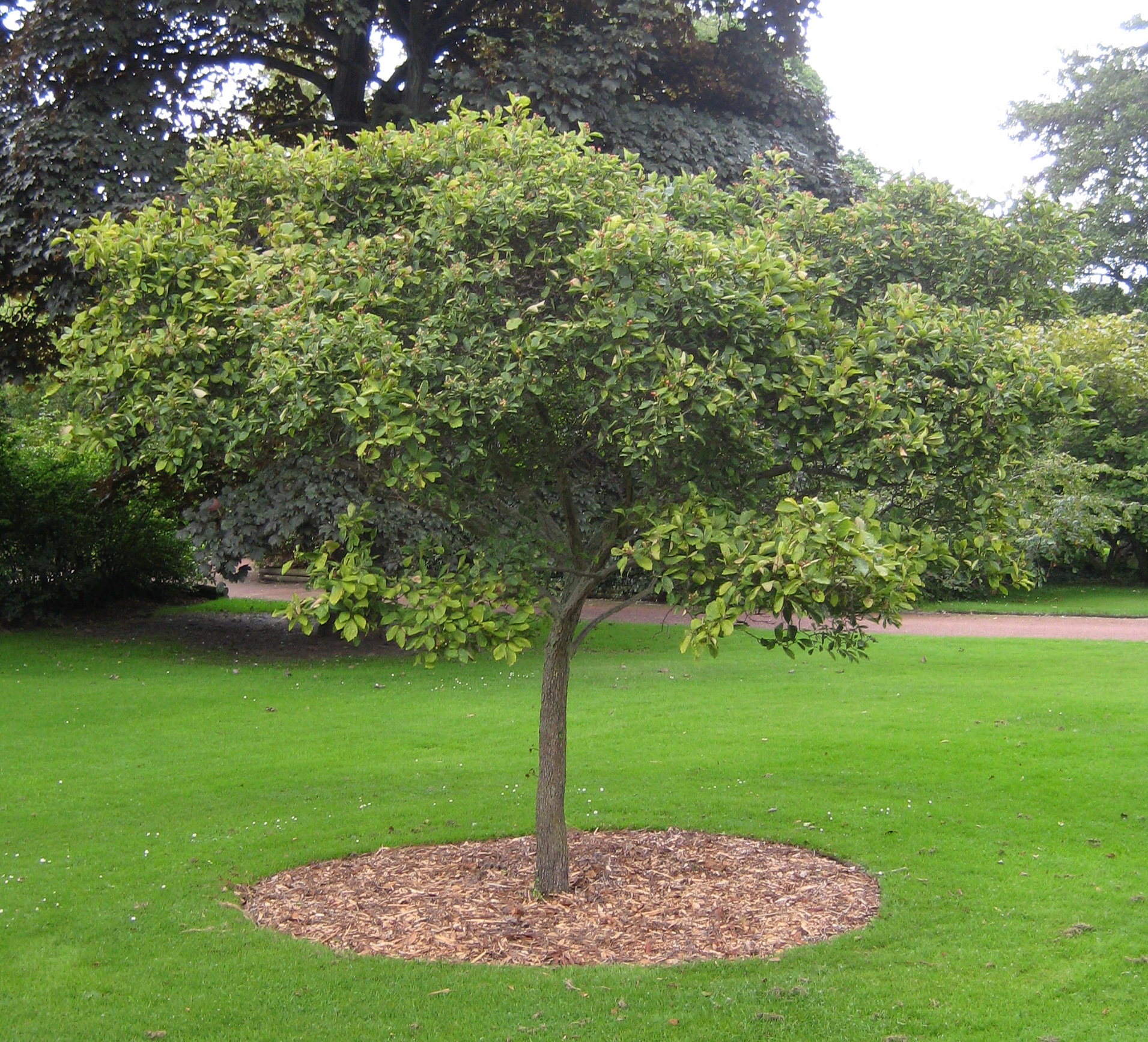